# Giải vô địch bóng đá Nam Mỹ 1926
Giải vô địch bóng đá Nam Mỹ 1926 là giải vô địch bóng đá Nam Mỹ lần thứ 10, diễn ra ở Santiago, Chile từ ngày 12 tháng 10 đến ngày 3 tháng 11 năm 1926. Giải đấu có 5 đội tuyển tham gia, đấu vòng tròn tính điểm để chọn ra nhà vô địch. Uruguay giành chức vô địch lần thứ sáu sau khi vượt qua Argentina ở lượt trận đấu cuối.

## Kết quả
| Đội       | Pld | W | D | L | GF | GA | GD  | Pts |
| --------- | --- | - | - | - | -- | -- | --- | --- |
| Uruguay   | 4   | 4 | 0 | 0 | 17 | 2  | +15 | 8   |
| Argentina | 4   | 2 | 1 | 1 | 14 | 3  | +11 | 5   |
| Chile     | 4   | 2 | 1 | 1 | 14 | 6  | +8  | 5   |
| Paraguay  | 4   | 1 | 0 | 3 | 8  | 20 | −12 | 2   |
| Bolivia   | 4   | 0 | 0 | 4 | 2  | 24 | −22 | 0   |

## Trận đấu
| Chile                                                                 | 7–1 | Bolivia     |
| --------------------------------------------------------------------- | --- | ----------- |
| Ramírez 10' · Subiabre 14' · Arellano 15', 41', 80', 84' · Moreno 47' |     | Aguilar 89' |

| Argentina                                               | 5–0 | Bolivia |
| ------------------------------------------------------- | --- | ------- |
| Cherro 9', 19' · Sosa 31' · Delgado 43' · De Miguel 74' |     |         |

| Uruguay                               | 3–1 | Chile                |
| ------------------------------------- | --- | -------------------- |
| Borjas 22' · Castro 32' · Scarone 55' |     | Subiabre 65' (ph.đ.) |

| Argentina                                                               | 8–0 | Paraguay |
| ----------------------------------------------------------------------- | --- | -------- |
| Sosa 11', 32', 59', 87' · Cherro 16' · Delgado 40', 42' · De Miguel 52' |     |          |

| Bolivia     | 1–6 | Paraguay                                                      |
| ----------- | --- | ------------------------------------------------------------- |
| C. Soto 88' |     | C. Ramírez 16', 24' · J. Ramírez 45', 58', 63' · I. López 88' |

| Argentina | 0–2 | Uruguay                 |
| --------- | --- | ----------------------- |
|           |     | Borjas 22' · Castro 73' |

| Uruguay                                     | 6–0 | Bolivia |
| ------------------------------------------- | --- | ------- |
| Scarone 9', 12', 28', 39', 81' · Romano 67' |     |         |

| Chile                  | 1–1 | Argentina     |
| ---------------------- | --- | ------------- |
| Guillermo Saavedra 25' |     | Tarasconi 42' |

| Uruguay                                                 | 6–1 | Paraguay                   |
| ------------------------------------------------------- | --- | -------------------------- |
| Castro 16', 23', 32', 72' · Saldombide 47' (ph.đ.), 82' |     | Fleitas Solich 58' (ph.đ.) |

| Chile                                     | 5–1 | Paraguay        |
| ----------------------------------------- | --- | --------------- |
| Arellano 21', 64', 71' · Ramírez 42', 82' |     | Vargas Peña 85' |

## Danh sách cầu thủ ghi bàn
7 bàn
- David Arellano

6 bàn
| - Héctor Castro | - Héctor Scarone |  |

5 bàn
- Gabino Sosa

4 bàn
- Manuel Ramírez

3 bàn
| - Roberto Cherro | - Benjamín Delgado | - Pablo Ramírez |

2 bàn
| - Antonio De Miguel - Guillermo Subiabre | - Carlos Ramírez - René Borjas | - Zoilo Saldombide |

1 bàn
| - Domingo Tarasconi - Teófilo Aguilar - Carlos Soto | - Humberto Moreno - Fleitas Solich - Ildefonso López | - Vargas Peña - Angel Romano |